# D'Huison-Longueville
D'Huison-Longueville és un municipi francès, situat al departament de l'Essonne i a la regió de Illa de França. L'any 2007 tenia 1.327 habitants.
Forma part del cantó d'Étampes, del districte d'Étampes i de la Comunitat de comunes de la Val d'Essonne.

## Demografia

### Població
El 2007 la població de fet de D'Huison-Longueville era de 1.327 persones. Hi havia 483 famílies, de les quals 88 eren unipersonals (46 homes vivint sols i 42 dones vivint soles), 148 parelles sense fills, 217 parelles amb fills i 30 famílies monoparentals amb fills.
La població ha evolucionat segons el següent gràfic:
Habitants censats

### Habitatges
El 2007 hi havia 562 habitatges, 503 eren l'habitatge principal de la família, 47 eren segones residències i 12 estaven desocupats. 489 eren cases i 44 eren apartaments. Dels 503 habitatges principals, 456 estaven ocupats pels seus propietaris, 38 estaven llogats i ocupats pels llogaters i 9 estaven cedits a títol gratuït; 4 tenien una cambra, 18 en tenien dues, 83 en tenien tres, 128 en tenien quatre i 271 en tenien cinc o més. 429 habitatges disposaven pel capbaix d'una plaça de pàrquing. A 177 habitatges hi havia un automòbil i a 312 n'hi havia dos o més.

### Piràmide de població
La piràmide de població per edats i sexe el 2009 era:
| Homes | Edats   | Dones |
| ----- | ------- | ----- |
| 0     | 95 o +  | 0     |
| 0     | 90 a 94 | 0     |
| 0     | 85 a 89 | 4     |
| 4     | 80 a 84 | 8     |
| 4     | 75 a 79 | 16    |
| 24    | 70 a 74 | 20    |
| 28    | 65 a 69 | 24    |
| 28    | 60 a 64 | 28    |
| 32    | 55 a 59 | 48    |
| 60    | 50 a 54 | 40    |
| 56    | 45 a 49 | 88    |
| 68    | 40 a 44 | 48    |
| 48    | 35 a 39 | 48    |
| 16    | 30 a 34 | 24    |
| 40    | 25 a 29 | 24    |
| 60    | 20 a 24 | 32    |
| 56    | 15 a 19 | 28    |
| 32    | 10 a 14 | 48    |
| 28    | 5 a 9   | 52    |
| 32    | 0 a 4   | 16    |

## Economia
El 2007 la població en edat de treballar era de 886 persones, 683 eren actives i 203 eren inactives. De les 683 persones actives 653 estaven ocupades (344 homes i 309 dones) i 30 estaven aturades (17 homes i 13 dones). De les 203 persones inactives 78 estaven jubilades, 79 estaven estudiant i 46 estaven classificades com a «altres inactius».

### Ingressos
El 2009 a D'Huison-Longueville hi havia 525 unitats fiscals que integraven 1.397 persones, la mediana anual d'ingressos fiscals per persona era de 24.744 €.

### Activitats econòmiques
Dels 45 establiments que hi havia el 2007, 3 eren d'empreses de fabricació de material elèctric, 2 d'empreses de fabricació d'elements pel transport, 3 d'empreses de fabricació d'altres productes industrials, 9 d'empreses de construcció, 8 d'empreses de comerç i reparació d'automòbils, 4 d'empreses de transport, 2 d'empreses d'hostatgeria i restauració, 2 d'empreses immobiliàries, 5 d'empreses de serveis, 4 d'entitats de l'administració pública i 3 d'empreses classificades com a «altres activitats de serveis».
Dels 15 establiments de servei als particulars que hi havia el 2009, 3 eren tallers de reparació d'automòbils i de material agrícola, 1 autoescola, 2 paletes, 1 guixaire pintor, 1 fusteria, 3 lampisteries, 2 perruqueries i 2 restaurants.
L'any 2000 a D'Huison-Longueville hi havia 7 explotacions agrícoles que ocupaven un total de 228 hectàrees.

## Equipaments sanitaris i escolars
El 2009 hi havia una escola elemental.

## Poblacions properes
El següent diagrama mostra les poblacions més properes.